# Haverö socken
Haverö socken i Medelpad och Jämtland ingår sedan 1971 i Ånge kommun och motsvarar från 2016 Haverö distrikt.
Socknens areal är 1 108,70 kvadratkilometer, varav 995,40 land. År 2000 fanns här 1 096 invånare. Tätorten Östavall, småorten Överturingen samt kyrkbyn Haverövallen med sockenkyrkan Haverö kyrka ligger i socknen. 

## Administrativ historik
Haverö socken har medeltida ursprung. Enligt beslut den 9 juli 1689 var Turingenbyarna, Turingen, Heden, Kroknäs och Länstersjön del av Haverö kyrkosocken och församling men förda i jordeboken under Rätans socken i Jämtlands län. 1891 överfördes delen som låg i Jämtlands län till Västernorrlands län.
Vid kommunreformen 1862 övergick socknens ansvar för de kyrkliga frågorna till Haverö församling och för de borgerliga frågorna bildades Haverö landskommun. Landskommunen uppgick 1971 i Ånge kommun. Församlingen ingår sedan 2010 i Borgsjö-Haverö församling.
1 januari 2016 inrättades distriktet Haverö, med samma omfattning som församlingen hade 1999/2000.
Socknen har tillhört fögderier, tingslag och domsagor enligt vad som beskrivs i artikeln Medelpad.  De indelta båtsmännen tillhörde Första Norrlands andradels båtsmanskompani.

## Geografi
Haverö socken ligger kring Ljungan med Mellansjön, Havern och Holmsjön. Socknen har dalgångsbygd vid Ljungan och dess sjöar och kuperade skogsbygder däromkring med höjder som når 577 meter över havet.
Socknen genomkorsas i öst-västlig riktning av länsväg 315. Från Ytterhogdal kommer länsväg 314 in från söder och i öster löper riksväg 83 mellan Ljusdal och Ånge. Vid denna väg ligger socknens största ort, Östavall, med en, numera nedlagd, järnvägsstation invid Norra stambanan. 

### Svedjefinnbyar
Från sekelskiftet 1500-1600 och framåt ägde en inflyttning av svedjefinnar rum i Haverö socken. En usprunglig finnby är Snöberg samt i övrigt spridd finsk bosättning inom socknen.

## Fornlämningar
Man har funnit ungefär 40 fornlämningar. Det rör sig dels om boplatser från stenåldern, dels om spridda gravar från järnåldern. Gravarna finns i samma lägen som boplatserna. Inom församlingen finns cirka 75 fångstgropar samt cirka 30 ställen där lågteknisk järnhantering har förekommit. Vid de sistnämnda ställena finns väl bevarade rester av blästerugnar, vilka troligen är från historisk tid.

## Namnet
Namnet (1366 Hafrä) kommer från sjön Havern som innehåller 'hafr, 'bock' med oklar tolkning.

## Dialekt
I Medelpad talas Medelpadsmål utom i Haverö socken, där Hogdalsmål talas.

## Befolkningsutveckling
| Befolkningsutvecklingen i Haverö socken 1750–1990                                                        | Befolkningsutvecklingen i Haverö socken 1750–1990 | Befolkningsutvecklingen i Haverö socken 1750–1990 | Befolkningsutvecklingen i Haverö socken 1750–1990 | Befolkningsutvecklingen i Haverö socken 1750–1990 |
| --- | ------------------------------------------------- | ------------------------------------------------- | ------------------------------------------------- | ------------------------------------------------- |
| |                                                   |                                                   |                                                   |                                                   |
| År |                                                   |                                                   | Folkmängd                                         |                                                   |
| 1750 | 1750                                              |                                                   | 250                                               |                                                   |
| 1760 | 1760                                              |                                                   | 324                                               |                                                   |
| 1769 | 1769                                              |                                                   | 354                                               |                                                   |
| 1780 | 1780                                              |                                                   | 388                                               |                                                   |
| 1790 | 1790                                              |                                                   | 390                                               |                                                   |
| 1800 | 1800                                              |                                                   | 460                                               |                                                   |
| 1810 | 1810                                              |                                                   | 496                                               |                                                   |
| 1820 | 1820                                              |                                                   | 589                                               |                                                   |
| 1830 | 1830                                              |                                                   | 692                                               |                                                   |
| 1840 | 1840                                              |                                                   | 790                                               |                                                   |
| 1850 | 1850                                              |                                                   | 870                                               |                                                   |
| 1860 | 1860                                              |                                                   | 1 004                                             |                                                   |
| 1870 | 1870                                              |                                                   | 1 231                                             |                                                   |
| 1880 | 1880                                              |                                                   | 1 777                                             |                                                   |
| 1890 | 1890                                              |                                                   | 2 357                                             |                                                   |
| 1900 | 1900                                              |                                                   | 2 538                                             |                                                   |
| 1910 | 1910                                              |                                                   | 2 729                                             |                                                   |
| 1920 | 1920                                              |                                                   | 2 937                                             |                                                   |
| 1930 | 1930                                              |                                                   | 3 002                                             |                                                   |
| 1940 | 1940                                              |                                                   | 2 874                                             |                                                   |
| 1950 | 1950                                              |                                                   | 2 603                                             |                                                   |
| 1960 | 1960                                              |                                                   | 2 551                                             |                                                   |
| 1970 | 1970                                              |                                                   | 1 781                                             |                                                   |
| 1980 | 1980                                              |                                                   | 1 357                                             |                                                   |
| 1990 | 1990                                              |                                                   | 1 209                                             |                                                   |
| Anm: Källor: Umeå universitet - Tabellverket 1749-1859, Demografiska databasen, CEDAR, Umeå universitet. |                                                   |                                                   |                                                   |                                                   |